# 伊万·格鲁诺夫
伊万·瓦连京诺维奇·格鲁诺夫（俄語：Ива́н Валенти́нович Голуно́в，1983年1月19日—），俄罗斯记者，以揭露俄罗斯最高权力机构的贪腐丑闻闻名。

## 生平
1983年1月19日，伊万·格鲁诺夫在莫斯科出生。曾供职于《纪录报》、《福布斯》、《RBK》、《共和报》等平面媒体和电视频道雷雨。
2019年6月，格鲁诺夫因涉嫌毒品犯罪遭到莫斯科首都警察逮捕。格鲁诺夫的同事和朋友相信他遭人诬陷。许多社会名人公开表示支持格鲁诺夫，包括阿列克謝·納瓦爾尼、弗拉基米尔·波斯纳、尤里·舍夫丘克、Zemfira、阿列克谢·维涅季克托夫、维克多·马蒂森、维克多·申德罗维奇、安娜·纳林斯卡雅、克谢尼娅·索布恰克、鲍里斯·格列边希科夫、德米特里·穆拉托夫、安德烈·萨金塞夫、莱昂纳德·帕菲永诺夫、格里戈里·亚夫林斯基、Oxxxymiron及部分记者、艺人。
警方发布了一系列逮捕格鲁诺夫及搜查其公寓的照片，其中有八张展示了毒品实验室。这些照片在和警方有关系的Telegram频道中广泛传播。不久后，警方正式确认他们进入了嫌犯的寓所。不过之后他们被迫承认犯了错误，澄清只在格鲁诺夫的寓所拍了一张照片。
格鲁诺夫当庭释放后，被判软禁到8月7日。
俄罗斯三大主流媒体《生意人报》、《纪录报》和《RBK》发表联合社论支持格鲁诺夫。
2019年6月11日，反腐败基金会发表了调查确定据称的格鲁诺夫案件的共犯。
2019年6月12日，莫斯科举行集会声援格鲁诺夫，要求惩罚诬陷罪名的人员。集会未经官方同意。警方发射催泪弹驱散示威者，并逮捕了数百人，其中包括納瓦爾尼、德国杂志《明镜》的员工及许多俄罗斯记者。